# Campionato cipriota di calcio a 5
Il campionato di calcio a 5 di Cipro è la massima competizione cipriota di calcio a 5 organizzata dalla Federazione calcistica di Cipro.

## Storia
Il campionato cipriota viene regolarmente disputato dalla stagione 1999-2000, mentre dalla stagione 2003-2004 sono stati inseriti i play-off al termine della stagione regolare. Nel primo decennio il campionato è stato dominato dalla sezione calcettistica dell'Armenian General Benevolent Union, capace di vincere sette edizioni tra il 2001 e il 2010. Il progressivo ingresso delle società calcistiche professioniste nel calcio a 5, dotate di maggiori risorse rispetto alle piccole polisportive che inizialmente si dedicavano alla disciplina, ha stravolto gli equilibri del campionato, oggi dominato da Omonia e APOEL.

## Albo d'oro
- 1999-2000:  Spartakos Limassol (1)
- 2000-2001:  AGBU Ararat (1)
- 2001-2002:  AGBU Ararat (2)
- 2002-2003:  AGBU Ararat (3)
- 2003-2004:  AGBU Ararat (4)
- 2004-2005:  AGBU Ararat (5)
- 2005-2006:  Parnassos (1)
- 2006-2007:  AGBU Ararat (6)
- 2007-2008:  Parnassos (2)
- 2008-2009:  Omonia (1)

- 2009-2010:  AGBU Ararat (7)
- 2010-2011:  Omonia (2)
- 2011-2012:  Omonia (3)
- 2012-2013:  Omonia (4)
- 2013-2014:  APOEL (1)
- 2014-2015:  APOEL (2)
- 2015-2016:  APOEL (3)
- 2016-2017:  Anorthosis (1)
- 2017-2018:  APOEL (4)
- 2018-2019:  Omonia (5)

- 2019-2020: titolo non assegnato
- 2020-2021:  APOEL (5)
- 2021-2022:  APOEL (6)
- 2022-2023:  AEL Limassol (1)
- 2023-2024:  AEL Limassol (2)

## Supercoppa
| Stagione | Vincitore  | Finalista    |
| -------- | ---------- | ------------ |
| 2015     | APOEL      | AEK Larnaca  |
| 2016     | APOEL      | Anorthosis   |
| 2017     | Anorthosis | AEL Limassol |
| 2018     | Omonia     | APOEL        |
| 2019     | Omonia     | APOEL        |